# Щербачов Валентин Васильович
Валенти́н Васи́льович Щербачо́в (нар. 1 березня 1946, м. Київ) — український спортивний журналіст. Засновник «Національного реєстру рекордів України», голова «Клубу незвичайних рекордсменів», засновник «Всесвітньої української спортивної агенції» (англ. Worldwide Ukrainian Sports Agency). Заслужений журналіст України.
Член Національної спілки журналістів України (1973) і співзасновник Асоціації спортивних журналістів України. Очолював попередницю АСЖУ — Федерацію спортивних журналістів України (1992—1999).

## Біографія
Народився 1 березня 1946 в Києві, УРСР.
Закінчив Київський технікум радіоелектроніки (1964); Київський університет імені Тараса Шевченка, факультет журналістики (1969—1975).
1965—1968 — служба в армії.
1968—1970 — позаштатний кореспондент, газета «Київський університет».
1970—1971 — позаштатний кореспондент «Останніх вістей», Українське радіо.
З 1971 — редактор спортивних передач молодіжної редакції УР.
З 1974 — завідувач відділу, спортивний коментатор, Українське телебачення; коментатор, Телерадіокомпанія «Ера»; генеральний продюсер, Телерадіокомпанія «Спорт Україна».
1983—1986 — автор, ведучий циклу програм «Футбол-хокей».
З 1995 — автор, ведучий програм «Валентин Щербачов представляє» (ICTV, ТРК «Київ»), «Делікатес-шоу», «Подвійний удар братів Кличко».
У 1996 році організував трансляцію і коментував перші на Українському телебаченні гонки на виживання.
Березень 1998: кандидат у народні депутати України, виборчий округ № 221, місто Київ.
Грудень 1998: кандидат у народні депутати України, виборчий округ № 221, місто Київ.
Листопад 2004 — січень 2005: учасник Помаранчевої революції.
Березень 2006: кандидат у народні депутати України від УНА, № 10 у списку. На час виборів: журналіст Національної телекомпанії України, безпартійний.
2013—2014: учасник Євромайдану (Революції Гідності).
1996—2021: ведучий авторських програм Національної, Київської регіональної ТРК та мультимедійної студії «Толока» (програма «Футбольні суперечки»).
Живе в Києві. Одружений, має двох синів.
Захоплення: футбол, пейнтбол, боротьба, гірські лижі, екстремальні пригоди. У складі спортивної парашутно-десантної експедиції «Україна — Північний полюс-2000» Валентин Васильович Щербачов 15 квітня 2000 року здійснив стрибок з парашутом на Північному полюсі. Він організатор та учасник футбольного матчу на горі Говерлі під прапорами Федерації футболу України та ФК «Динамо» Київ, брав участь у «Матчі дружби» на пошанування спортсменів — жертв Другої світової війни. Організатор та учасник міжнародних турнірів з футболу на захмарних вершинах Гімалаїв, на Північному полюсі та в Антарктиді, що проходили під прапорами України й Федерації футболу України. Автор незвичайного досягнення — 33години поспіль вів спортивну телепрограму. А до того (з червня 1997 року) провів ще 4 телемарафони: 25 годин на IVK,30 на ТК Тоніс,24 на «Центральному каналі» та 12 (на честь Євро 2012 на міжнародному ТК УТР.
У 2006 році з Києва до Гімалаїв стартувала 25-та аматорська експедиція Валентина Щербачова. 8 учасників експедиції пройшли 235-кілометровий шлях — у напрямку до Евересту і наз
ад, у селище Лукла. Під час сходження експедиція піднялася на гігантський виступ льодовика Хумбу й на висоті 5980 метрів провела «Малі Гімалайські Олімпійські ігри», у програмі яких були легка атлетика (стрибки у довжину з місця, штовхання ядра) і футбол 5х5 (команди Непалу і України). Це був перший подібний спортивний захід в історії гірських сходжень.[джерело?]Загалом провів 48 гімалайських експедицій під прапором України.
У грудні 2013 року, повернувшись із гімалайської експедиції в Київ, одразу приєднався до учасників ЄвроМайдану, на якому стояв до кінця, до перемоги. В лютому 2014 року став оборонцем барикади біля колони Незалежності. І з початком 2014 року на Центральному каналі (на Хрещатику 26)почав робити авторську програму « МАЙДАН ТБ» .З 2014 року — волонтер, спеціалізується на реабілітації поранених через спорт та фізичну активність.

## Творчість
Публікації та відео:
- «Секреты здоровья и силы» (1987)
- «Ностальгія за радянським футболом» (1996)
- Тріумф із присмаком полину / Краса і сила. — 1999. — № 1
- «Валерій Лобановський — третя спроба»
- Книга незвичайних рекордів України (2002)
- «Під оплески трибун Палацу спорту» (До 50-річчя Київського Палацу спорту). — К.: Дім, сад, город, 2010. ISBN 978-966-2471-04-5
- Щербачов В. В. Різновисотні українці. — К.: АВІАЗ, 2016. — 304 с.
- В. Щербачов. Олімпійський Синдром Гімалаїв. — Самміт-Книга, 2017. — 120 с. — ISBN 978-617-7434-23-7[5].
- автор відеофільму «Гора за 8 тисяч» (1995)[6]
- автор сценарію і оператор док. фільмів «Да будет вам по вере вашей» (1990)
- книга"Олег Блохін"-Саміт книга 2021 р.
- книга "Лобановський-наука перемагати"Саміт книга"2017 р.
- Camel-профі — український варіант" (1995)

Валентин Щербачов автор загалом 8 книжок про спорт і 42 фільмів про екстремальні пригоди (події).

## Відзнаки
- Заслужений журналіст України (1993).
- Медаль «За трудову відзнаку» (1980).
- Лауреат Міжнародного фестивалю спортивних фільмів (Москва, 1995).
- Медаль «За працю і звитягу» (жовтень 2004).
- Орден «За заслуги» III ст. (15 листопада 2016)[7].